# Stazione di Wengernalp
La stazione di Wengernalp è una stazione ferroviaria ubicata a Lauterbrunnen, nella località di Wengernalp, lungo la Wengernalpbahn.

## Struttura e impianti
La stazione dispone di un fabbricato viaggiatori che ospita servizi come biglietteria automatica e sala d'attesa. Il piano binario è composto da due binari, uno di corretto tracciato, l'altro per permettere gli incroci.

## Movimento
I treni effettuano fermata a richiesta alla stazione di Wengernalp con frequenza semioraria in entrambe le direzioni, con destinazioni Lauterbrunnen e Kleine Scheidegg.

## Servizi
- Biglietteria automatica
- Sala d'attesa
- Servizi igienici